# Esteban Pérez
 (mai 2022).
Si vous disposez d'ouvrages ou d'articles de référence ou si vous connaissez des sites web de qualité traitant du thème abordé ici, merci de compléter l'article en donnant les références utiles à sa vérifiabilité et en les liant à la section « Notes et références ».
Pour les articles homonymes, voir Pérez.
Esteban Pérez, né le 26 mars 1966 à Rosario, dans la province de Santa Fe en Argentine, est un ancien joueur argentin de basket-ball. Il évolue au poste d'ailier.

## Palmarès
- 3e du Tournoi des Amériques 1993
- Finaliste du Tournoi des Amériques 1995